# Parafia św. Ojca Pio w Warszawie (Gocław)
Parafia św. Ojca Pio w Warszawie – parafia rzymskokatolicka należąca do dekanatu grochowskiego, diecezji warszawsko-praskiej, metropolii warszawskiej Kościoła katolickiego, znajdująca się przy ulicy gen. Fieldorfa 1 w Warszawie, na osiedlu Gocław-Lotnisko. Jest jedną z dwóch parafii pod tym wezwaniem w Warszawie.

## Historia
Została erygowana 12 czerwca 2005. Jej pierwszym proboszczem został ks. Andrzej Kuflikowski.
W 2010 roku przy kościele odsłonięto pomnik  Augusta Emila Fieldorfa.